# Феспиады
Феспиады или Теспиады — персонажи древнегреческой мифологии, 50 дочерей Феспия, царя города Феспии в Беотии. Стали возлюбленными Геракла и родили от него 50 сыновей, потомки которых жили в Феспиях и на Сардинии. Сохранился перечень Феспиад, включающий 49 имён.

## В мифологии
Античные авторы называют Феспиад дочерьми Феспия — царя и эпонима города Феспии в Беотии, младшего сына царя Афин Эрехтея. По одной версии, все 50 сестёр родились от Мегамеды, по другой — от разных женщин. Когда в Феспиях появился молодой Геракл, приехавший охотиться на Киферонского льва, Феспий радушно принимал его 50 дней и каждую ночь присылал герою по дочери; в альтернативной версии мифа все Феспиады стали возлюбленными Геракла в одну ночь. Только одна из девушек отказалась возлечь с героем, и он за это сделал её жрицей в своём храме.
Спустя девять месяцев царевны родили каждая по сыну (у старшей и младшей из сестёр родились двойни). По просьбе Геракла Феспий семерых внуков оставил у себя, трёх отослал в Фивы, а 40 остальных — на Сардинию.
Аполлодор Афинский приводит перечень Феспиад, в котором 49 имён:
| - Аглая, мать Антиада; - Антиопа, мать Алопия; - Антиппа, мать Гипподрома; - Анфея или Антея (имя её сына испорчено в рукописи); - Аргела, мать Клеолая; - Асопида, мать Ментора; - Геликонида, мать Фалия; - Гесихия, мать Ойстроблета; - Гиппа, мать Капила; - Гиппократа, мать Гиппозига; - Евбея, мать Олимпа; - Евбота или Эвбота, мать Еврипила; - Еври*** (имя испорчено в рукописи), мать Телевтагора; - Еврибия, мать Полилая; - Еврипила, мать Архедика; - Евритела, мать Левкиппа; - Ифида, мать Келевстанора; - Каламетида, мать Астибия; - Керта, мать Иобета; - Клитиппа, мать Еврикапия; - Ксантида, мать Гомолиппа; - Лаофоя, мать Антифа; - Лиса, мать Евмеда; - Лисидика, мать Телеса; - Лисиппа, мать Эрасиппа; | - Марса, мать Букола; - Мелина, мать Лаомедонта; - Мениппида, мать Энтелида; - Ника, мать Никодрома; - Никиппа, мать Антимаха; - Олимпуса, мать Галократа; - Ория (Орея?), мать Лаомена; - Панопа, мать Трепсиппа; - Патро, мать Архемаха; - Пириппа, мать Патрокла; - Праксифея, мать Нефа; - Прокрида, мать близнецов Антилеонта и Гиппея; - Стратоника, мать Атрома; - Терпсикрата, мать Евриопа; - Тифиса, мать Линкея; - Токсикрата, мать Ликурга; - Филеида, мать Тигасия; - Хрисеида, мать Онесиппа; - Эксола, мать Эритраса; - Элахея, мать Булея; - Эона, мать Аместрия; - Эпилаида, мать Астианакса; - Эрато, мать Династа; - Эсхреида, мать Левкона. |